# (541004) 2017 XX58
(541004) 2017 XX58 es un asteroide perteneciente al cinturón de asteroides descubierto el 23 de octubre de 2004 por el equipo del Spacewatch desde el Observatorio Nacional de Kitt Peak, Arizona, Estados Unidos.

## Designación y nombre
Designado provisionalmente como 2017 XX58.

## Características orbitales
2017 XX58 está situado a una distancia media del Sol de 2,645 ua, pudiendo alejarse hasta 2,992 ua y acercarse hasta 2,297 ua. Su excentricidad es 0,131 y la inclinación orbital 11,76 grados. Emplea 1571,24 días en completar una órbita alrededor del Sol.

## Características físicas
La magnitud absoluta de 2017 XX58 es 17,2. 